# شبه جزيرة كيناي
شبه جزيرة كيناي (بالإنجليزية: Kenai Peninsula) هي شبه جزيرة كبيرة نائتة من ساحل وسط جنوب ألاسكا الوسطى. في الولايات المتحدة الأمريكية.
تمتد 240 كم جنوب غرب جبال تشوغاتش جنوب مدينة أنكوراج عاصمة ولاية ألاسكا. يفصلها عن البر الرئيسي غربا مدخل كوك، وشرقا لسان برينس وليام البحري.
أول من استكشفها ورسمها في الخرائط هو جيراسيم إزمائيلوف وهو أوروبي في عام 1789.

## أنظر أيضا
- بركان أوغسطين